# Brittiskt korthår

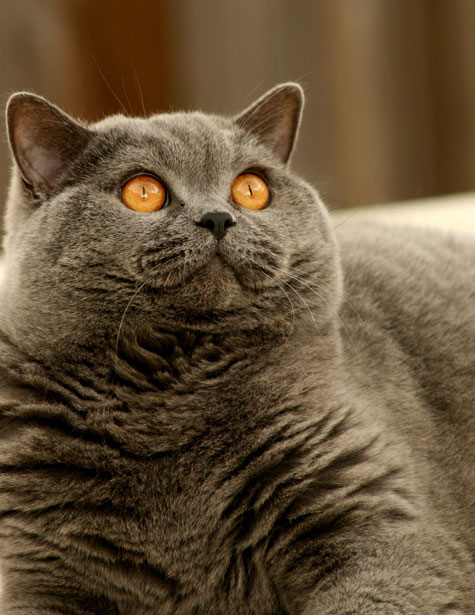
Brittiskt korthår i färgen blå

Brittiskt korthår är en korthårig raskatt från Storbritannien med delat ursprung ur kattraserna Europeiskt korthår och Perser samt brittiska huskatter. Den är en syskonras till Brittiskt långhår.

## Historik
Brittiskt korthår har utvecklats ur de korthåriga huskatterna i Storbritannien sedan slutet av 1800-talet. När nya kattraser importerades till Storbritannien och blandades med de inhemska katterna bestämde man sig så småningom för att renavla den kattstam som redan fanns. Resultatet blev Brittiskt korthår, då kallad British Blue ("brittisk blå"), som dock sedan dess utvecklats till att ha blivit rundare och sattare i kroppen. 
Den brittiska korthårskattens förfäder var generationer av arbetande katter, från urbana musjägare och gatukatter till bondkatter på landsbygden. När man inledde rasaveln med dessa katter fanns detta naturliga urval som grund. Harrison Weir grundade kattuppfödningen i Storbritannien och organiserade den första kattutställningen i Crystal Palace i London. Weir födde upp Brittiskt korthår – då kallad British Blue – som var den mest populära rasen på dessa tidiga kattutställningar, samt under en period även den enda kattras som tävlade för utställningstitlar. På den tiden behandlades olika färger nästan som olika raser. Efter denna tidiga popularitet tappade Brittiskt korthår sin favoritställning under tidiga 1900-talet i och med andra och mer iögonfallande exotiska raser började etablera sig i Storbritannien. 
Två världskrig fick en förödande effekt på uppfödningen och hållningen av raskatter. På 1950-talet var rasen praktiskt taget utdöd eller i alla fall mycket hotad, då raskattsavel av förståerliga skäl sattes åt sidan under krig. Hängivna uppfödare i Storbritannien och Samväldet fick arbeta hårt för att bygga upp kattstammen igen, och på 1970-talet var Brittiskt korthår åter med i leken. Då började även de ursprungliga British Blue att bli kända & uppskattade i USA. I dag är Brittiskt korthår återigen bland de främsta kattraserna i sitt hemland Storbritannien. År 2001 petades rasen ner av Persern från förstaplatsen i popularitet och har sedan dess stannat på andra plats, med nästan dubbelt så många registrerade katter som den tredje mest populära rasen. I Sverige är Brittiskt korthår en väletablerad ras med många entusiastiska sällskapsägare & uppfödare, och brukar räknas som en av Sveriges mest populära korthårsraser.

## Utseende
Brittiskt korthår har en kraftig kroppsbyggnad och en tät kort päls, som skall ha en sträv känsla vid beröring (så kallad "crisp"). Pälsen skall inte ligga slätt efter kroppen, snarare "stå ut" ifrån kroppen. De äldre hanarna känns igen på de karaktäristiska kindpåsarna. Kroppen är kort och satt (så kallad "cobby"), öronen små och ögonen är runda och i de flesta fall bärnstens-/kopparfärgade. Vissa varianter såsom silver & golden är tillåtna att ha gröna ögon. Vita britter får ha blå ögon. Vita och vitfläck får ha oddeye (ett öga blått, ett öga kopparfärgat). Maskade/colourpoint britter skall ha blå ögon, då anlaget för blå ögon följer med maskningen (genetiskt kan de inte ha annat än blå ögonfärg). En intensiv ton är att föredra framför en blek, oavsett färgvariant.
Den orange ögonfärgen brukar i de flesta fallen blekna med åren till en mer grönaktig ton, även om det finns individer som behåller den längre. Detta är inte bara något som drabbar britterna, utan något som sker hos de allra flesta katter.

## Temperament
Till sinnet är Brittiskt korthår i stora drag lugn och stillsam, även om dessa katter ibland också kan vara aktiva och springa och klättra omkring när de nått vuxen ålder. Ofta ligger de helst bredvid sin ägare i soffan och tar det lugnt. Skämtsamt bland ägare brukar man kalla dem "bredvid-katter", med syftning på att de sällan självmant väljer att lägga sig för att gosa i knät utan hellre väljer att umgås bredvid en liten bit ifrån. Brittiskt korthår har en stabil karaktär och är väl anpassad för en tillvaro som innekatt och passar de flesta familjeförhållanden, såväl småbarnsfamiljen som den äldre ensamstående. Detta har bidragit till dess popularitet bland kattägare i Sverige. Brittiskt korthår tolererar oftast att bo med andra husdjur, såsom andra katter eller hundar (om de introduceras för varandra varsamt).

## Hälsa
Brittiskt korthår är en relativt hälsosam ras, trots detta finns det vissa sjukdomar som rasen dras med. Ingen av dessa sjukdomar är unik för Brittiskt korthår & förekommer såväl hos huskatter ("bondkatter") som raskatter. 
Hypertrofisk Kardiomyopati (HCM) innebär förtjockning på hjärtmuskulaturen som kan leda till plötslig död på drabbade individer. Man undersöker HCM med ultraljud hos specialistveterinärer, då får man reda på om katten är drabbad vid det tillfället eller om hjärtat ser normalt ut. Tyvärr kan man ej utesluta att katten inte kommer att drabbas längre fram i livet av HCM, men det minskar de mest aggressivt drabbade fallen och på sikt kommer undersökningarna bidra till en ännu hälsosammare ras. Det finns hälsoprogram som egentligen är framtagna för andra kattraser som många Brittiskt korthår-uppfödare väljer att följa frivilligt, till exempel PawPeds hälsoprogram för HCM.
Polycystisk njursjukdom innebär att kattens njurar täcks av små cystor som förstör njurens funktion. Detta var en sjukdom som britten drabbades av då nytt blod parades in i rasen via Perserkatter. Tidigare var man tvungen att ultraljudsundersöka katten för att få fram en bild av hur njurarna såg ut i dagsläget, men idag finns ett DNA-test som kan säkerställa ifall katten bär på anlaget eller ej. Om katten bär på anlaget är denne drabbad av PKD och skall inte användas i avel, ur en etisk och moralisk synvinkel. 
Höftledsdysplasi innebär att kattens höftskålar inte är korrekt formade för att hålla höftlederna, vilket ofta föranleder artros och enorm smärta för katten. Idag är det ändå ovanligt att man hälsoundersöker för denna defekt hos Brittiskt korthår, delvis för att man inte riktigt vet hur man ska ställa sig till den. Svårt drabbade individer kan genomgå ett kirurgiskt ingrepp där höftledskulan amputeras, ofta med en lång rehabiliteringstid som efterföljd.